# Kys kys
Kys kys er en dansk børnefilm fra 2001, der er instrueret af Linda Krogsøe Holmberg efter manuskript af hende selv og Anders Rostrup.

## Handling
Merle er 9 år og storesøster til Brormand, som er noget af en prøvelse. Han er vild med at kysse. Ikke mindst for at provokere Merle som synes, det er for meget med alt det kysseri. Og den evige snak der er om det. Alle snakker om at kysse. Som om det var noget særligt. Men så en dag flytter en jævnaldrende dreng ind i opgangen. Rasmus hedder han og er ret sød. Det kan mærkes i maven. Ligesom når man har spist for mange chokoladefrøer.

## Medvirkende
- Stephanie Touveneau Petersen - Merle
- Stefan Pagels Andersen - Rasmus
- Buster Marcher Jønsson - Brormand
- Peter Mygind - Per
- Laura Wiboe Larsen - Kikki
- Clara Halvorsen - Iben
- Andrea Vagn Jensen - Merles mor
- Jesper Asholt - Palle Pop
- Jesper Hyldegaard - Benny Bank